# Mansfeld Géza
Mansfeld Géza (Budapest, 1882. február 26. – Genf, 1950. január 11.) orvos, fiziológus, bakteriológus, farmakológus, egyetemi tanár és akadémikus.

## Életútja
Mansfeld Pál (1845–1922) kereskedő, gyáros és Schönaug Kornélia gyermekeként született. Apai nagyszülei Mansfeld Mór és Fleischner Paula voltak. 1892 és 1900 között a Budapesti Evangélikus Gimnáziumban diákja volt. Tanulmányait a Budapesti Tudományegyetemen folytatta, ahol 1905-ben orvostudományi oklevelet szerzett. 1905-től 1907-ig a Gyógyszertani Intézetben dolgozott. 1907-től 1909-ig Bécs, London és Berlin klinikáin képezte magát. 1910-től a Budapesti Tudományegyetemen a kísérleti gyógyszertan magántanára, 1915-től rendkívüli tanára. 1918-tól a pécsi Erzsébet Tudományegyetem egyetemi tanára, Pozsonyban a gyógyszertani tanszék vezetője. 1923 és 1944 között Pécsett a Gyógyszertani Intézet és a Kórtani Intézet igazgatója volt.  1930–31-ben orvoskari dékán, 1934-től 1935-ig rektor. Zsidó származása miatt 1944-ben elhurcolták, Auschwitzból 1945 júniusában tért vissza, ekkor rövid időre visszavette régi tanszékét: 1945–46-ban orvoskari dékán. 1946–47-ben dékánhelyettes, és a PTE Gyógyszertani Intézetének vezetője. 1947-ben Budapestre költözött.
1911. május 27-én Budapesten, a Terézvárosban házasságot kötött Gráner Mária tanítónővel, Gráner Ernő és Pick Gizella gyermekével.

## Tagságai
- 1928-tól a bécsi Biologische Gesellschaft tagja[3]
- 1931-ben a Magyar Élettani Társaság egyik alapítója[3]
- 1932-től a Leopoldina Német Természettudományos Akadémia tagja[3][6]
- 1946-tól a Magyar Tudományos Akadémia rendes tagja[3]

## Főbb művei
- Gyógyszertan (1912)
- Die Hormone der Schilddrüse und ihre Wirkungen (1943)
- The Thyroid Hormones and their action (1949)

## Díjai, elismerései
- Korányi Sándor-díj (1911)
- Balassa-díj (1913)
- II. osztályú Magyar Érdemkereszt (1935)